# Rzeczpospolitej dni pierwsze
Rzeczpospolitej dni pierwsze – polski film historyczny z 1988 roku.

## Fabuła
Film ukazuje odzyskanie niepodległości przez  Polskę w 1918 roku oraz formowanie się pierwszego rządu Rzeczpospolitej. Formą zbliżony jest do paradokumentu, ujęty w fabularyzowane kalendarium wydarzeń.

## Obsada
- Andrzej Grąziewicz – Józef Piłsudski
- Krzysztof Chamiec – Ignacy Jan Paderewski
- Andrzej Krasicki – Ignacy Daszyński
- Michał Pawlicki – hrabia Henry Kessler
- Sylwester Przedwojewski
- Krystyna Królówna – Aleksandra Piłsudska
- Wieńczysław Gliński – Stanisław Grabski
- Tomasz Zaliwski – Jędrzej Moraczewski
- Jerzy Sagan – Wincenty Witos
- Stanisław Niwiński – Edward Rydz-Śmigły
- Wacław Ulewicz – Adam Koc
- Karol Dillenius – Stanisław Thugutt
- Przemysław Zieliński – Zdzisław Lubomirski
- Stanisław Sparażyński – książę Sapieha
- Magdalena Celówna
- Józef Kalita
- Marek Kępiński
- Jerzy Kozłowski
- Roman Kruczkowski
- Leopold Matuszczak
- Jan Pyjor
- Zdzisław Rychter
- Tadeusz Somogi
- Edward Sosna
- Edward Wichura
- Marek Wudkowski
- Krzysztof Zakrzewski